# Autoserica nilgirana
Autoserica nilgirana är en skalbaggsart som beskrevs av Frey 1972. Autoserica nilgirana ingår i släktet Autoserica och familjen Melolonthidae. Inga underarter finns listade.